# Vòng loại Cúp bóng đá châu Á 2023 (Vòng 3)
Vòng 3 của vòng loại Cúp bóng đá châu Á 2023 diễn ra từ tháng 2 năm 2022. Ban đầu dự kiến diễn ra từ ngày 30 tháng 3 năm 2021 đến ngày 29 tháng 3 năm 2022, nhưng AFC đã thay đổi lịch trình do nhiều lần hoãn các trận đấu còn lại trong vòng 2 do đại dịch COVID-19 tại châu Á gây ra.

## Thể thức
Tổng cộng có 24 đội tuyển (22 đội tuyển giành quyền từ vòng 2 và 2 đội tuyển giành quyền từ vòng play-off) sẽ thi đấu trong vòng 3 để cạnh tranh cho 11 suất cuối cùng của Cúp bóng đá châu Á 2023. Do đội chủ nhà ban đầu Trung Quốc giành quyền vào vòng 3 của vòng loại giải vô địch bóng đá thế giới 2022, suất vé tự động cho đội chủ nhà sẽ không còn cần thiết nữa. Tuy vây, tổng cộng sẽ chỉ có 11 suất tham dự Cúp bóng đá châu Á cho vòng này, do Qatar giành ngôi nhất bảng tại vòng 2.
24 đội tuyển sẽ được chia thành 6 bảng 4 đội để thi đấu các trận đấu vòng tròn một lượt tại 6 địa điểm tập trung khác nhau. Đội đứng đầu mỗi bảng và 5 đội nhì có thành tích tốt nhất sẽ giành quyền tham dự Cúp bóng đá châu Á, nơi họ tranh tài cùng 13 đội tuyển giành suất trực tiếp từ vòng 2.

## Vòng loại
Các đội tuyển vượt qua vòng loại từ vòng 2
| Bảng (vòng 2) | Hạng nhì (3 đội kém nhất) | Hạng ba      | Hạng tư     | Hạng năm (3 đội tốt nhất) | Vòng play-off |
| ------------- | ------------------------- | ------------ | ----------- | ------------------------- | ------------- |
| A             | —                         | Philippines  | Maldives    | —                         | —             |
| B             | Kuwait                    | Jordan       | Nepal       | —                         | —             |
| C             | —                         | Bahrain      | Hồng Kông   | —                         | Campuchia     |
| D             | Uzbekistan                | Palestine    | Singapore   | Yemen                     | —             |
| E             | —                         | Ấn Độ        | Afghanistan | Bangladesh                | —             |
| F             | Tajikistan                | Kyrgyzstan   | Mông Cổ     | Myanmar                   | —             |
| G             | —                         | Malaysia     | Thái Lan    | —                         | Indonesia     |
| H             | —                         | Turkmenistan | Sri Lanka   | —                         | —             |

Ghi chú
1. ↑  Do Trung Quốc lọt vào vòng 3 của vòng loại giải vô địch bóng đá thế giới 2022 với tư cách là đội nhì bảng có thành tích tốt nhất trong vòng 2, nên 3 đội nhì bảng có thành tích kém nhất sẽ tranh tài trong vòng 3 của vòng loại Cúp bóng đá châu Á 2023.

Các đội được xếp hạt giống dựa trên kết quả của họ trong Vòng loại thứ hai Cúp bóng đá châu Á.

## Hạt giống
Lễ bốc thăm chia bảng sẽ được tổ chức tại Trụ sở AFC ở Kuala Lumpur, Malaysia vào ngày 24 tháng 2 năm 2022. Các nhóm hạt giống sẽ dựa trên bảng xếp hạng bóng đá nam FIFA vào ngày 10 tháng 2 năm 2022.
- Nhóm chủ nhà bao gồm các đội tuyển quốc gia của các nước đăng cai (vị trí trong bảng phụ thuộc vào nhóm gốc của họ).
- Nhóm 1 bao gồm các đội được xếp hạng 1–6 (trừ Uzbekistan, Kyrgyzstan và Ấn Độ).
- Nhóm 2 bao gồm các đội được xếp hạng 7–12 (trừ Kuwait).
- Nhóm 3 bao gồm các đội được xếp hạng 13–18 (trừ Malaysia).
- Nhóm 4 bao gồm các đội được xếp hạng 19–24 (trừ Mông Cổ).

24 đội tuyển sẽ được bốc thăm chia thành 6 bảng 4 đội. Mỗi bảng chứa một đội từ nhóm chủ nhà và một đội từ mỗi nhóm trong bốn nhóm bốc thăm còn lại, trừ nhóm gốc của đội chủ nhà.
|                 | Nhóm 1                                                           | Nhóm 2                                                                                              | Nhóm 3                                                                                    | Nhóm 4                                                                                      |
| --------------- | ---------------------------------------------------------------- | --------------------------------------------------------------------------------------------------- | ----------------------------------------------------------------------------------------- | ------------------------------------------------------------------------------------------- |
| Nhóm chủ nhà    | 1. Uzbekistan (85) (H) 2. Kyrgyzstan (96) (H) 3. Ấn Độ (104) (H) | 1. Kuwait (143) (H)                                                                                 | 1. Malaysia (154) (H)                                                                     | 1. Mông Cổ (184) (H)                                                                        |
| Các đội còn lại | 1. Bahrain (89) 2. Jordan (90) 3. Palestine (100)                | 1. Thái Lan (112) 2. Tajikistan (115) 3. Philippines (129) 4. Turkmenistan (134) 5. Hồng Kông (148) | 1. Afghanistan (150) 2. Yemen (151) 3. Myanmar (152) 4. Maldives (157) 5. Indonesia (160) | 1. Singapore (161) 2. Nepal (167) 3. Campuchia (171) 4. Bangladesh (186) 5. Sri Lanka (204) |

In đậm là các đội vượt qua vòng loại

## Lịch thi đấu
Theo quyết định của Ủy ban điều hành AFC, vòng loại thứ 3 Asian Cup 2023 sẽ dời lịch tổ chức từ tháng 2 năm 2022 sang tháng 6 năm 2022, và được chuyển đổi từ thể thức sân nhà và sân khách sang thể thức vòng tròn 1 lượt tại các địa điểm tập trung. Quyết định này được đưa ra sau khi AFC cân nhắc trước những thách thức mà đại dịch COVID-19 gây ra, đồng thời ưu tiên sự an toàn và phúc lợi của tất cả các bên liên quan trong quá trình tranh vé dự vòng chung kết Asian Cup 2023 tại Trung Quốc. AFC cũng đã thống nhất rằng vòng loại thứ 3 Asian Cup 2023 sẽ được tổ chức vào ngày 8, 11 và 14 tháng 6 năm 2022, đồng thời công bố quy trình đấu thầu để tất cả các liên đoàn thành viên tham gia đăng cai. Ngày 17 tháng 2, AFC thông báo 6 quốc gia đăng cai tổ chức vòng loại thứ 3 Asian Cup 2023 là: Ấn Độ, Malaysia, Uzbekistan, Kyrgyzstan, Kuwait và Mông Cổ.
Lịch thi đấu của mỗi lượt trận được dự kiến như sau:
| Lượt đấu   | Ngày                | Ngày gốc            | Các trận đấu                 |
| ---------- | ------------------- | ------------------- | ---------------------------- |
| Lượt đấu 1 | 8 tháng 6 năm 2022  | 30 tháng 3 năm 2021 | Đội 3 v Đội 2, Đội 1 v Đội 4 |
| Lượt đấu 2 | 11 tháng 6 năm 2022 | 8 tháng 6 năm 2021  | Đội 3 v Đội 1, Đội 4 v Đội 2 |
| Lượt đấu 3 | 14 tháng 6 năm 2022 | 7 tháng 9 năm 2021  | Đội 3 v Đội 4, Đội 1 v Đội 2 |

## Các bảng đấu
Các tiêu chí
Các đội tuyển được xếp hạng theo điểm (3 điểm cho một trận thắng, 1 điểm cho một trận hòa, 0 điểm cho một trận thua). Nếu bằng điểm, các tiêu chí được áp dụng theo thứ tự sau đây để xác định thứ hạng (Quy định Điều 7.3):
1. Điểm trong các trận đấu đối đầu giữa các đội bằng điểm;
2. Hiệu số bàn thắng thua trong các trận đấu đối đầu giữa các đội bằng điểm;
3. Số bàn thắng ghi được trong các trận đấu đối đầu giữa các đội bằng điểm;
4. Số bàn thắng sân khách ghi được trong các trận đấu đối đầu giữa các đội bằng điểm (không được áp dụng do thi đấu tập trung tại địa điểm trung lập);
5. Nếu có nhiều hơn hai đội bằng điểm, và sau khi áp dụng tiêu chí 1 đến 4, một nhóm nhỏ của các đội vẫn bằng nhau, tiêu chí 1 đến 4 được áp dụng lại dành riêng cho nhóm này;
6. Hiệu số bàn thắng thua trong tất cả các trận đấu bảng;
7. Số bàn thắng ghi được trong tất cả các trận đấu bảng;
8. Sút luân lưu nếu chỉ có hai đội bằng điểm và họ gặp nhau trong lượt trận cuối cùng của bảng;
9. Điểm kỷ luật (thẻ vàng = 1 điểm, thẻ đỏ là kết quả của hai thẻ vàng = 3 điểm, thẻ đỏ trực tiếp = 3 điểm, thẻ vàng tiếp theo là thẻ đỏ trực tiếp = 4 điểm, đội nhiều điểm hơn sẽ xếp dưới);
10. Bốc thăm.

### Bảng A
| VT | Đội        | ST | T | H | B | BT | BB | HS  | Đ | Giành quyền tham dự     |   |     |     |     |     |
| -- | ---------- | -- | - | - | - | -- | -- | --- | - | ----------------------- | - | --- | --- | --- | --- |
| 1  | Jordan     | 3  | 3 | 0 | 0 | 6  | 0  | +6  | 9 | Cúp bóng đá châu Á 2023 |   | —   | —   | 3–0 | 2–0 |
| 2  | Indonesia  | 3  | 2 | 0 | 1 | 9  | 2  | +7  | 6 | Cúp bóng đá châu Á 2023 |   | 0–1 | —   | —   | 7–0 |
| 3  | Kuwait (H) | 3  | 1 | 0 | 2 | 5  | 6  | −1  | 3 |                         |   | —   | 1–2 | —   | —   |
| 4  | Nepal      | 3  | 0 | 0 | 3 | 1  | 13 | −12 | 0 |                         | — | —   | 1–4 | —   |     |

| Kuwait       | 1–2      | Indonesia                        |
| ------------ | -------- | -------------------------------- |
| - Nasser 41' | Chi tiết | - Klok 44' (ph.đ.) - Rachmat 46' |

| Jordan                               | 2–0      | Nepal |
| ------------------------------------ | -------- | ----- |
| - Olwan 69' - Al-Dardour 82' (ph.đ.) | Chi tiết |       |

| Nepal          | 1–4      | Kuwait                                          |
| -------------- | -------- | ----------------------------------------------- |
| - Gurung 90+4' | Chi tiết | - Humood 28' - Nasser 48', 70' - Al-Faneeni 73' |

| Indonesia | 0–1      | Jordan          |
| --------- | -------- | --------------- |
|           | Chi tiết | - Al-Naimat 48' |

| Jordan                                         | 3–0      | Kuwait |
| ---------------------------------------------- | -------- | ------ |
| - Olwan 62' - Al-Mardi 89' - Al-Rawabdeh 90+5' | Chi tiết |        |

| Indonesia                                                                               | 7–0      | Nepal |
| --------------------------------------------------------------------------------------- | -------- | ----- |
| - Dimas 6' - Witan 43', 81' - Fachruddin 54' - Saddil 55' - Baggott 80' - Marselino 90' | Chi tiết |       |

### Bảng B
| VT | Đội         | ST | T | H | B | BT | BB | HS  | Đ | Giành quyền tham dự     |     |     |     |     |     |
| -- | ----------- | -- | - | - | - | -- | -- | --- | - | ----------------------- | --- | --- | --- | --- | --- |
| 1  | Palestine   | 3  | 3 | 0 | 0 | 10 | 0  | +10 | 9 | Cúp bóng đá châu Á 2023 |     | —   | 4–0 | 1–0 | —   |
| 2  | Philippines | 3  | 1 | 1 | 1 | 1  | 4  | −3  | 4 |                         |     | —   | —   | —   | 0–0 |
| 3  | Mông Cổ (H) | 3  | 1 | 0 | 2 | 2  | 2  | 0   | 3 |                         | —   | 0–1 | —   | —   |     |
| 4  | Yemen       | 3  | 0 | 1 | 2 | 0  | 7  | −7  | 1 |                         | 0–5 | —   | 0–2 | —   |     |

| Philippines | 0–0      | Yemen |
| ----------- | -------- | ----- |
|             | Chi tiết |       |

| Palestine             | 1–0      | Mông Cổ |
| --------------------- | -------- | ------- |
| - Dabbagh 85' (ph.đ.) | Chi tiết |         |

| Mông Cổ | 0–1      | Philippines      |
| ------- | -------- | ---------------- |
|         | Chi tiết | - Holtmann 90+3' |

| Yemen | 0–5      | Palestine                                                                      |
| ----- | -------- | ------------------------------------------------------------------------------ |
|       | Chi tiết | - Dabbagh 14' - Rashid 45+2' - Yameen 47' - Chihadeh 58' - Al-Wajih 64' (l.n.) |

| Palestine                                           | 4–0      | Philippines |
| --------------------------------------------------- | -------- | ----------- |
| - Chihadeh 31' - Seyam 42' - Yameen 55' - Warda 71' | Chi tiết |             |

| Yemen | 0–2      | Mông Cổ              |
| ----- | -------- | -------------------- |
|       | Chi tiết | - G. Ganbold 8', 53' |

### Bảng C
| VT | Đội            | ST | T | H | B | BT | BB | HS | Đ | Giành quyền tham dự     |   |     |     |     |     |
| -- | -------------- | -- | - | - | - | -- | -- | -- | - | ----------------------- | - | --- | --- | --- | --- |
| 1  | Uzbekistan (H) | 3  | 3 | 0 | 0 | 9  | 0  | +9 | 9 | Cúp bóng đá châu Á 2023 |   | —   | 2–0 | —   | 3–0 |
| 2  | Thái Lan       | 3  | 2 | 0 | 1 | 5  | 2  | +3 | 6 | Cúp bóng đá châu Á 2023 |   | —   | —   | 3–0 | —   |
| 3  | Maldives       | 3  | 1 | 0 | 2 | 1  | 7  | −6 | 3 |                         |   | 0–4 | —   | —   | 1–0 |
| 4  | Sri Lanka      | 3  | 0 | 0 | 3 | 0  | 6  | −6 | 0 |                         | — | 0–2 | —   | —   |     |

| Thái Lan                                  | 3–0      | Maldives |
| ----------------------------------------- | -------- | -------- |
| - Sarach 40' - Teerasil 45+2' - Pansa 80' | Chi tiết |          |

| Uzbekistan                                     | 3–0      | Sri Lanka |
| ---------------------------------------------- | -------- | --------- |
| - Masharipov 36' - Khamdamov 48' - Sayfiev 61' | Chi tiết |           |

| Sri Lanka | 0–2      | Thái Lan                         |
| --------- | -------- | -------------------------------- |
|           | Chi tiết | - Thitiphan 34' - Worachit 90+5' |

| Maldives | 0–4      | Uzbekistan                             |
| -------- | -------- | -------------------------------------- |
|          | Chi tiết | - Shomurodov 2', 51', 80' - Urunov 86' |

| Maldives      | 1–0      | Sri Lanka |
| ------------- | -------- | --------- |
| - Mohamed 63' | Chi tiết |           |

| Uzbekistan                       | 2–0      | Thái Lan |
| -------------------------------- | -------- | -------- |
| - Masharipov 8' - Turgunboev 23' | Chi tiết |          |

### Bảng D
| VT | Đội         | ST | T | H | B | BT | BB | HS | Đ | Giành quyền tham dự     |   |     |     |     |     |
| -- | ----------- | -- | - | - | - | -- | -- | -- | - | ----------------------- | - | --- | --- | --- | --- |
| 1  | Ấn Độ (H)   | 3  | 3 | 0 | 0 | 8  | 1  | +7 | 9 | Cúp bóng đá châu Á 2023 |   | —   | 4–0 | —   | 2–0 |
| 2  | Hồng Kông   | 3  | 2 | 0 | 1 | 5  | 5  | 0  | 6 | Cúp bóng đá châu Á 2023 |   | —   | —   | 2–1 | —   |
| 3  | Afghanistan | 3  | 0 | 1 | 2 | 4  | 6  | −2 | 1 |                         |   | 1–2 | —   | —   | 2–2 |
| 4  | Campuchia   | 3  | 0 | 1 | 2 | 2  | 7  | −5 | 1 |                         | — | 0–3 | —   | —   |     |

| Hồng Kông                | 2–1      | Afghanistan |
| ------------------------ | -------- | ----------- |
| - Vương Vỹ 23' - Orr 27' | Chi tiết | - Noor 81'  |

| Ấn Độ                      | 2–0      | Campuchia |
| -------------------------- | -------- | --------- |
| - Chhetri 14' (ph.đ.), 60' | Chi tiết |           |

| Campuchia | 0–3      | Hồng Kông                                          |
| --------- | -------- | -------------------------------------------------- |
|           | Chi tiết | - Orr 19' - Tôn Minh Hãm 21' - Trần Triệu Quan 63' |

| Afghanistan     | 1–2      | Ấn Độ                       |
| --------------- | -------- | --------------------------- |
| - Zo. Amiri 88' | Chi tiết | - Chhetri 86' - Samad 90+4' |

| Afghanistan                 | 2–2      | Campuchia                  |
| --------------------------- | -------- | -------------------------- |
| - Zazai 16' - Shayesteh 35' | Chi tiết | - Thiva 37' - Sokpheng 81' |

| Ấn Độ                                                         | 4–0      | Hồng Kông |
| ------------------------------------------------------------- | -------- | --------- |
| - Anwar Ali 1' - Chhetri 45+1' - M. Singh 85' - Pandita 90+3' | Chi tiết |           |

### Bảng E
| VT | Đội          | ST | T | H | B | BT | BB | HS | Đ | Giành quyền tham dự     |   |     |     |     |     |
| -- | ------------ | -- | - | - | - | -- | -- | -- | - | ----------------------- | - | --- | --- | --- | --- |
| 1  | Bahrain      | 3  | 3 | 0 | 0 | 5  | 1  | +4 | 9 | Cúp bóng đá châu Á 2023 |   | —   | —   | 1–0 | 2–0 |
| 2  | Malaysia (H) | 3  | 2 | 0 | 1 | 8  | 4  | +4 | 6 | Cúp bóng đá châu Á 2023 |   | 1–2 | —   | —   | 4–1 |
| 3  | Turkmenistan | 3  | 1 | 0 | 2 | 3  | 5  | −2 | 3 |                         |   | —   | 1–3 | —   | —   |
| 4  | Bangladesh   | 3  | 0 | 0 | 3 | 2  | 8  | −6 | 0 |                         | — | —   | 1–2 | —   |     |

| Bahrain                    | 2–0      | Bangladesh |
| -------------------------- | -------- | ---------- |
| - Haram 34' - Al-Aswad 42' | Chi tiết |            |

| Turkmenistan       | 1–3      | Malaysia                                     |
| ------------------ | -------- | -------------------------------------------- |
| - Annadurdyýew 37' | Chi tiết | - Safawi 11' - Faisal 16' - Corbin-Ong 45+2' |

| Bangladesh    | 1–2      | Turkmenistan                   |
| ------------- | -------- | ------------------------------ |
| - Ibrahim 12' | Chi tiết | - Annadurdyýew 7' - Amanow 77' |

| Malaysia      | 1–2      | Bahrain                         |
| ------------- | -------- | ------------------------------- |
| - Sumareh 55' | Chi tiết | - Haram 57' - Helal 81' (ph.đ.) |

| Bahrain             | 1–0      | Turkmenistan |
| ------------------- | -------- | ------------ |
| - Helal 23' (ph.đ.) | Chi tiết |              |

| Malaysia                                                | 4–1      | Bangladesh    |
| ------------------------------------------------------- | -------- | ------------- |
| - Safawi 16' (ph.đ.) - Cools 38' - Syafiq 47' - Lok 73' | Chi tiết | - Ibrahim 31' |

### Bảng F
| VT | Đội            | ST | T | H | B | BT | BB | HS  | Đ | Giành quyền tham dự     |   |     |     |     |     |
| -- | -------------- | -- | - | - | - | -- | -- | --- | - | ----------------------- | - | --- | --- | --- | --- |
| 1  | Tajikistan     | 3  | 2 | 1 | 0 | 5  | 0  | +5  | 7 | Cúp bóng đá châu Á 2023 |   | —   | —   | —   | 4–0 |
| 2  | Kyrgyzstan (H) | 3  | 2 | 1 | 0 | 4  | 1  | +3  | 7 | Cúp bóng đá châu Á 2023 |   | 0–0 | —   | 2–1 | —   |
| 3  | Singapore      | 3  | 1 | 0 | 2 | 7  | 5  | +2  | 3 |                         |   | 0–1 | —   | —   | —   |
| 4  | Myanmar        | 3  | 0 | 0 | 3 | 2  | 12 | −10 | 0 |                         | — | 0–2 | 2–6 | —   |     |

| Tajikistan                                                    | 4–0      | Myanmar |
| ------------------------------------------------------------- | -------- | ------- |
| - Mabatshoev 9', 57' - Dzhalilov 56' (ph.đ.) - Panjshanbe 84' | Chi tiết |         |

| Kyrgyzstan                       | 2–1      | Singapore           |
| -------------------------------- | -------- | ------------------- |
| - Kichin 77' (ph.đ.) - Maier 82' | Chi tiết | - Song Ui-young 57' |

| Singapore | 0–1      | Tajikistan       |
| --------- | -------- | ---------------- |
|           | Chi tiết | - Mabatshoev 53' |

| Myanmar | 0–2      | Kyrgyzstan       |
| ------- | -------- | ---------------- |
|         | Chi tiết | - Maier 25', 45' |

| Myanmar                                   | 2–6      | Singapore                                                        |
| ----------------------------------------- | -------- | ---------------------------------------------------------------- |
| - Win Naing Tun 53' - Aung Kaung Mann 66' | Chi tiết | - Ikhsan 9', 54', 69' - Song Ui-young 16' - Quak 42' - Hafiz 89' |

| Kyrgyzstan | 0–0      | Tajikistan |
| ---------- | -------- | ---------- |
|            | Chi tiết |            |

### Xếp hạng các đội xếp thứ 2
| VT | Bg | Đội         | ST | T | H | B | BT | BB | HS | Đ | Giành quyền tham dự     |
| -- | -- | ----------- | -- | - | - | - | -- | -- | -- | - | ----------------------- |
| 1  | F  | Kyrgyzstan  | 3  | 2 | 1 | 0 | 4  | 1  | +3 | 7 | Cúp bóng đá châu Á 2023 |
| 2  | A  | Indonesia   | 3  | 2 | 0 | 1 | 9  | 2  | +7 | 6 | Cúp bóng đá châu Á 2023 |
| 3  | E  | Malaysia    | 3  | 2 | 0 | 1 | 8  | 4  | +4 | 6 | Cúp bóng đá châu Á 2023 |
| 4  | C  | Thái Lan    | 3  | 2 | 0 | 1 | 5  | 2  | +3 | 6 | Cúp bóng đá châu Á 2023 |
| 5  | D  | Hồng Kông   | 3  | 2 | 0 | 1 | 5  | 5  | 0  | 6 | Cúp bóng đá châu Á 2023 |
| 6  | B  | Philippines | 3  | 1 | 1 | 1 | 1  | 4  | −3 | 4 |                         |

## Danh sách cầu thủ ghi bàn
Đã có 104 bàn thắng ghi được trong 36 trận đấu, trung bình 2.89 bàn thắng mỗi trận đấu.
4 bàn thắng
- Sunil Chhetri

3 bàn thắng
- Yousef Nasser
- Viktor Maier
- Ihksan Fandi
- Shervoni Mabatshoev
- Eldor Shomurodov

2 bàn thắng
- Ali Haram
- Abdulla Yusuf Helal
- Mohammad Ibrahim
- Matt Orr
- Witan Sulaeman
- Ali Olwan
- Safawi Rasid
- Ganbayar Ganbold
- Saleh Chihadeh
- Oday Dabbagh
- Mohammed Yameen
- Song Ui-young
- Altymyrat Annadurdyýew
- Jaloliddin Masharipov

1 bàn thắng
- Zohib Islam Amiri
- Farshad Noor
- Faysal Shayesteh
- Mustafa Zazai
- Kamil Al-Aswad
- Brak Thiva
- Keo Sokpheng
- Tôn Minh Hãm
- Trần Triệu Quan
- Vương Vỹ
- Anwar Ali
- Ishan Pandita
- Sahal Abdul Samad
- Manvir Singh
- Fachruddin Aryanto
- Elkan Baggott
- Dimas Drajad
- Marselino Ferdinan
- Rachmat Irianto
- Marc Klok
- Saddil Ramdani
- Hamza Al-Dardour
- Mahmoud Al-Mardi
- Yazan Al-Naimat
- Noor Al-Rawabdeh
- Mobarak Al-Faneeni
- Fahad Humood
- Valery Kichin
- Dion Cools
- La'Vere Corbin-Ong
- Faisal Halim
- Darren Lok
- Mohamadou Sumareh
- Syafia Ahmad
- Hamza Mohamed
- Aung Kaung Mann
- Win Naing Tun
- Darshan Gurung
- Mohammed Rashid
- Tamer Seyam
- Mahmoud Abu Warda
- Gerrit Holtmann
- Hafiz Nor
- Gabriel Quak
- Teerasil Dangda
- Pansa Hemviboon
- Worachit Kanitsribampen
- Thitiphan Puangchan
- Sarach Yooyen
- Ehson Panjshanbe
- Manuchekhr Dzhalilov
- Arslanmyrat Amanow
- Dostonbek Khamdamov
- Farrukh Sayfiev
- Azizbek Turgunboev
- Oston Urunov

1 bàn phản lưới nhà
- Ahmed Al-Wajih (trong trận gặp Palestine)